# Boissièira (Gard)
Boissièira (en francès Boissières) és un municipi francès situat al departament del Gard i a la regió d'Occitània.